# First Automobile Works (merk)

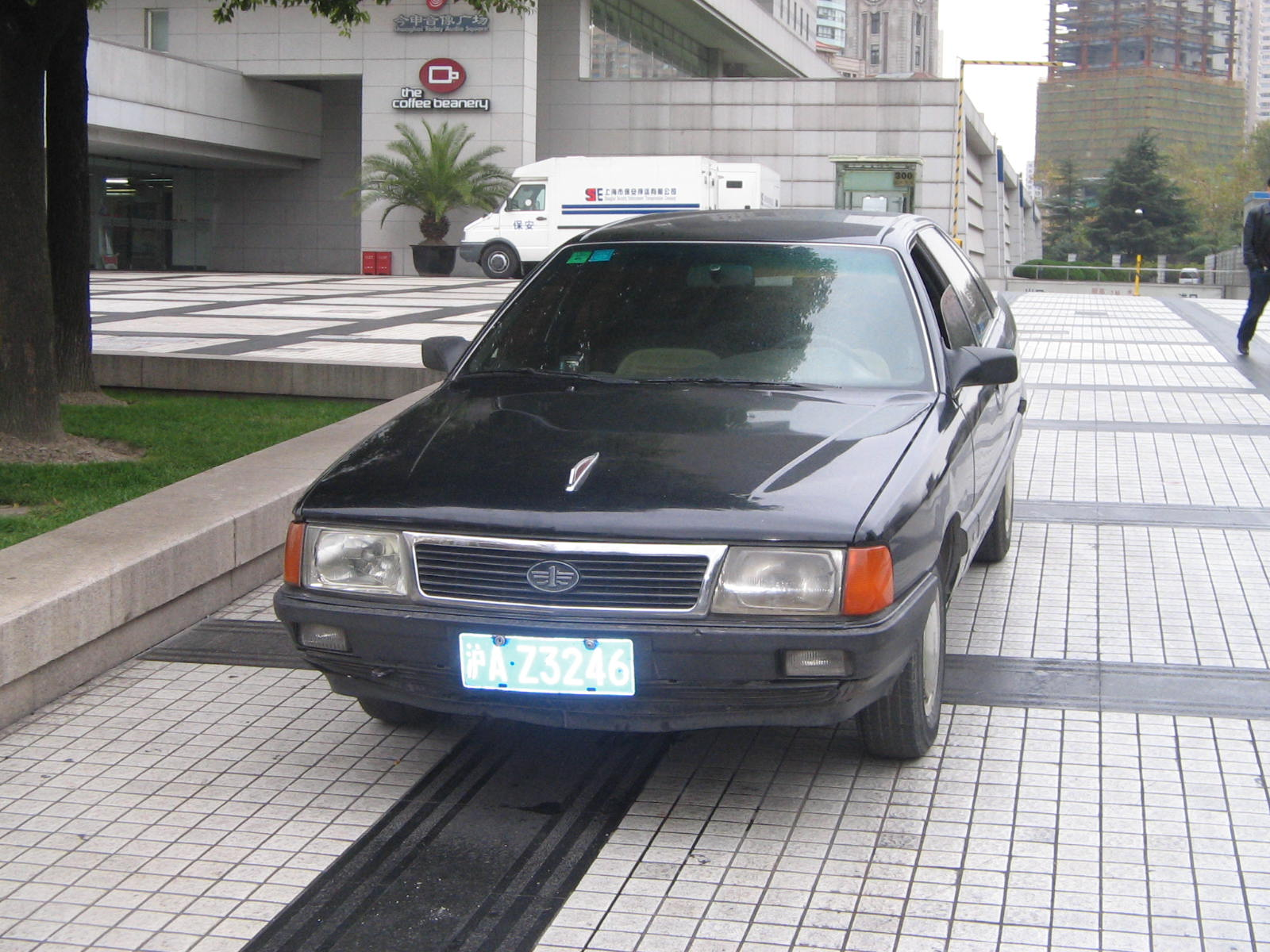
FAW-Audi 100

First Automobile Works (FAW) is een Chinees auto- en vrachtwagenmerk. Opgericht in 1953 produceert men onder het merk FAW auto's, vrachtauto's en autobussen.

## Model
- FAW Oley
- FAW Senya S80
- FAW V5
- FAW V2
- FAW Vita

## Geschiedenis
Na de Chinese Burgeroorlog had de Volksrepubliek China een grote behoefte aan transportmiddelen. In eerste instantie werd het door de nationalisten achtergelaten Amerikaanse materiaal gebruikt maar samenwerking met de Sovjet-Unie lag voor de hand. In 1953 sloot Mao Zedong een verdrag met Jozef Stalin om in Mantsjoerije met Russische hulp een vrachtautofabriek te bouwen. Deze fabriek was in 1956 klaar en werd de Mao Zedong Vrachtautofabriek genoemd. Mao zelf veranderde de naam in Eerste Autofabriek. De fabriek heet nog steeds zo en gebruikt tegenwoordig de letters FAW (First Automobile Works).
In 1958 zagen meerdere prototypen het licht. FAW startte met de Dongfeng ("Oostenwind", vernoemd naar een liedje waarin de oostenwind heerst over de westenwind) die wordt beschouwd als de eerste Chinese personenauto. FAW kreeg een Simca Versailles cadeau van premier Zhou Enlai (die hem van Charles de Gaulle had gekregen), deze diende als voorbeeld voor de Dongfeng.
Omdat Mao de Dongfeng te klein vond, maakte FAW een nieuw prototype met de Imperial als voorbeeld. Deze wagen werd Hongqi ("Rode Vlag") genoemd. De productieversie was de CA72 die door de Chinese leiders in gebruik werd genomen. Het middenkader kreeg vervolgens de Shanghai en het lagere kader de Beijing Jeep BJ 212 die in eerste instantie bedoeld was voor het Chinese leger.

## Joint ventures
Een aantal westerse merken zijn een joint venture aangegaan met het moederbedrijf FAW om auto's te produceren. Zodoende kan men onder de merknaam FAW auto's tegenkomen als de Audi 80, Volkswagen Santana en de Tianjin Xiali.